# Angles
Angles er det amerikanske indie rock-band The Strokes' fjerde studiealbum. Det er udgivet 18. Marts 2011. Deres sidste album First Impressions of Earth udkom i 2006 og det er derfor deres længste mellemrum mellem en udgivelse af plader nogensinde.
Julian Casablancas, som er forsanger og sangskriver i bandet, har udtalt at hans ynglingssang fra albummet er 'Life Is Simple In The Moonlight'. Sangen er ikke den sang der ville repræsentere albummet på bedste vis.

## Numre
| #   | Titel                             | Længde |
| --- | --------------------------------- | ------ |
| 1.  | "Macchu Picchu"                   | 3:32   |
| 2.  | "Under Cover of Darkness"         | 3:57   |
| 3.  | "Two Kinds of Happiness"          | 3:44   |
| 4.  | "You're So Right"                 | 2:34   |
| 5.  | "Taken For a Fool"                | 3:25   |
| 6.  | "Games"                           | 3:53   |
| 7.  | "Call Me Back"                    | 3:03   |
| 8.  | "Gratisfaction"                   | 2:59   |
| 9.  | "Metabolism"                      | 3:05   |
| 10. | "Life Is Simple In The Moonlight" | 4:15   |